# 钝裂天胡荽
钝裂天胡荽（学名：Hydrocotyle salwinica var. obtusiloba）为伞形科天胡荽属下的一个变种。

## 扩展阅读
- 維基物種上的相關：钝裂天胡荽